# Santi Medina
Santi Medina (n. Eloy Alfaro, Manabí, Ecuador; 7 de agosto de 1991) es un futbolista ecuatoriano que juega de delantero.

## Trayectoria
Santi Medina se inició en la Academia Alfaro Moreno, club en el que debutó en el 2010. Posteriormente, en la temporada 2011, firmó por el América de Quito. En el 2012 fue adquirido por el Club Sport Venecia de Babahoyo. Al siguiente año jugó para el Santa Rita de Vínces. En el 2015 se unió a las filas del Esmeraldas Petrolero, para luego pasar al Centro Deportivo Olmedo de Riobamba. En 2020 fue campeón de Segunda Categoría del Guayas con Everest.

## Clubes
| Club                 | País    | Año         |
| -------------------- | ------- | ----------- |
| Alfaro Moreno        | Ecuador | 2010 - 2011 |
| América de Quito     | Ecuador | 2011        |
| Venecia              | Ecuador | 2012        |
| Santa Rita           | Ecuador | 2013 - 2014 |
| Esmeraldas Petrolero | Ecuador | 2015        |
| Olmedo               | Ecuador | 2016 - 2018 |
| Santa Rita           | Ecuador | 2019        |
| Everest              | Ecuador | 2020        |
| Libertad             | Ecuador | 2021        |

### Estadísticas
| Club                           | Temporada | Liga  | Liga  | Copa Nacional | Copa Nacional | Copa Internacional | Copa Internacional | Total | Total | Total |
| Club                           | Temporada | Part. | Goles | Part.         | Goles         | Part.              | Goles              | Part. | Goles | Asis. |
| ------------------------------ | --------- | ----- | ----- | ------------- | ------------- | ------------------ | ------------------ | ----- | ----- | ----- |
| Alfaro Moreno · Ecuador        | 2010      | 10    | 4     | -             | -             | -                  | -                  | 10    | 4     | -     |
| Alfaro Moreno · Ecuador        | 2011      | 1     | 0     | -             | -             | -                  | -                  | 1     | 0     | -     |
| Total                          | Total     | 11    | 4     | -             | -             | -                  | -                  | 11    | 4     | -     |
| América de Quito · Ecuador     | 2011      | 12    | 3     | -             | -             | -                  | -                  | 12    | 3     | -     |
| Total                          | Total     | 12    | 3     | -             | -             | -                  | -                  | 12    | 3     | -     |
| Venecia · Ecuador              | 2012      | 19    | 4     | -             | -             | 0                  | 0                  | 19    | 4     | -     |
| Total                          | Total     | 19    | 4     | -             | -             | 0                  | 0                  | 19    | 4     | -     |
| Santa Rita · Ecuador           | 2013      | 25    | 11    | -             | -             | 0                  | 0                  | 25    | 11    | -     |
| Santa Rita · Ecuador           | 2014      | 26    | 21    | -             | -             | 0                  | 0                  | 26    | 21    | -     |
| Santa Rita · Ecuador           | 2019      | 1     | 1     | 0             | 0             | 0                  | 0                  | 1     | 1     | 0     |
| Total                          | Total     | 51    | 32    | -             | -             | 0                  | 0                  | 51    | 32    | -     |
| Esmeraldas Petrolero · Ecuador | 2015      | 9     | 3     | -             | -             | 0                  | 0                  | 9     | 3     | -     |
| Total                          | Total     | 9     | 3     | -             | -             | 0                  | 0                  | 9     | 3     | -     |
| Everest · Ecuador              | 2020      | 11    | 5     | -             | -             | 0                  | 0                  | 11    | 5     | -     |
| Total                          | Total     | 11    | 5     | -             | -             | 0                  | 0                  | 11    | 5     | -     |
| Total                          | Total     | 113   | 51    | -             | -             | 0                  | 0                  | 113   | 51    | -     |